# Baliama
Baliama est une localité du Cameroun, située dans l'arrondissement (commune) d'Ombessa, le département du Mbam-et-Inoubou et la région du Centre. 
Baliama compte trois principaux quartiers : Boyabissoumbi, Boyaba et Bogondo.

## Population
En 1964, Baliama comptait 371 habitants, principalement des Yambassa. Lors du recensement de 2005, on y a dénombré 560 personnes.